# Pere Ubu
Pere Ubu — американская рок-группа, образовавшаяся в 1975 году в Кливленде, штат Огайо, и исполняющая экспериментальный диссонантный арт-панк с элементами авангарда, блюза и прото-индастриала, характеризуя собственный стиль как «авант-гараж» (avant garage). Определяющее значение для творчества группы имеет личность её фронтмена, крайне эксцентричного вокалиста и автора Дэвида Томаса (англ. David Thomas, известного также как Crocus Behemoth), в мировоззрении которого странным образом соединились панк-бунтарство, религиозность и апокалиптический пессимизм.
Группа, назвавшаяся в честь персонажа пьесы Альфреда Жарри «Ubu Roi», стала, как писал еженедельник NME, «единственной в истории экспрессионистской группой, сумевшей соединить элементы рока c musique concrete и создать звучание, работающее на уровнях сознания, которые для популярной музыки прежде были недоступными». При почти полном отсутствии коммерческих достижений Pere Ubu считается одной из самых влиятельных групп новой волны.

## История
Pere Ubu образовались в Кливленде, штат Огайо, в 1975 году после распада Rocket From The Tombs (остальные музыканты этой группы образовали The Dead Boys). Вокалист Дэвид Томас и гитарист Питер Лафнер (англ. Peter Laughner) вместе с Томом Херманом (гитара), Тимом Райтом (бас), Алленом Рэйвенстайном (клавишные) и Скоттом Крауссом (ударные) свой новый состав назвали именем персонажа пьесы французского драматурга Альфреда Жарри «Убю-король» («Ubu Roi»).
Pere Ubu дебютировали с синглом «30 Seconds Over Tokyo» (о «рейде Дулитла»), за которым последовал «Final Solution» — радикальная интерпретация «Summertime Blues» Эдди Кокрэна, близкая к версии Blue Cheer. Оба сингла вышли на лейбле Hearthan Records, принадлежавшем Томасу.
В 1977 году Лафнер покинул группу, а вскоре скончался от передозировки (AllMusic Guide отдает ему должное как одному из основателей кливлендской альтернативной сцены). На смену Райту (позднее вошедшему в состав видной No Wave-группы DNA, основанной Арто Линдсеем) пришёл Тони Маймоун. После выхода третьего сингла «Street Waves» Pere Ubu подписались к Blank Records (филиалу Mercury) и выпустили The Modern Dance (Phonogram/Blank, 1978) — альбом, не имевший коммерческого успеха, но впоследствии получивший репутацию одного из самых значимых в музыкальной истории. Основными элементами эклектики Pere Ubu были в то время — жёсткая ритмичность (в духе краут-рока), несколько истерическая манера пения Томаса и аранжировки, отчасти заимствованные у гаражного рока 1960-х годов, насыщенные мрачным синтезаторным звуком и звуковыми эффектами. Кроме того, группа открыла новую разновидность кавер-версии, когда конечный результат практически ничего не имеет общего с оригиналом, кроме названия («Sentimental Journey», «Drinking Wine Spodyody»).
В том же году на Radar Records вышел Datapanik in the Year Zero EP (с пятью композициями, ранее выпускавшимися лейблом Hearthan Records) и Dub Housing (Chrysalis) — альбом, ознаменовавший, как отметили критики, гигантский скачок вперед, как в качестве звучания так и по уровню материала. «Зловещая гитарно-клавишная структура, создаваемая усилиями Тома Хермана и Алана Равенстайна точными, убийственными ударами обрамляет потусторонний голос Томаса, словно изнывающего в замкнутости чужой непостижимой реальности», — пишет об альбоме Trouser Press.
После выхода третьего альбома New Picnic Time (где в почти блюз-роковом контексте Томас стал смелее заявлять о своих религиозных чувствах) группа на время распалась, но собралась вновь после того, как Хермана заменил Мэйо Томпсон из группы Red Krayola. При его участии был записан The Art of Walking (1980), альбом, в котором появились эмбиентные мотивы.
К моменту выхода Song of the Bailing Man (1982), альбома почти арт-рокового, отмеченного очищенным и разреженным звучанием, Краусса заменил Антон Фийр (The Feelies, Lounge Lizards). Вскоре Pere Ubu распались вновь: Краусс и Маймоун собрали Home & Garden, Томас начал сольную карьеру (его основными партнерами стали Ричард Томпсон и участники Henry Cow). В 1985 году вышел Terminal Tower, архивный сборник би-сайдов и раритета, снабженный, помимо текстов, пространными комментариями.
В 1987 году, после того, как однажды в студии у вокалиста собрался практически весь старый состав, Pere Ubu реформировались и с участием Джима Джонса и Криса Катлера записали The Tenement Year (1988), сравнительно с предыдущими лёгкий и спокойный альбом, за которым последовал также почти мейнстримовский Cloudland. Сингл из него, «Waiting For Mary», поднялся до #6 в списках Billboard Modern Rock Tracks и попал в ротацию MTV.
Worlds in Collision был записан без Рэйвенстайна — он покинул состав, чтобы стать профессиональным авиапилотом, — но с Эриком Дрю Фельдманом, ранее игравшим с Капитаном Бифхартом, а позже перешедшим в группу Фрэнка Блэка. Затем Тони Маймоун ушёл в They Might Be Giants; в работе над следующим альбомом Story of My Life (1993) приняли участие Мишель Темпл и Гаро Йеллин.
Ведущий американский рок-критик Грэйл Маркус назвал Pennsylvania лучшим альбомом 1998 года. В 1999 году в Зале славы рок-н-ролла прошла специальная церемония «55 Years of Pain» в честь Pere Ubu как основателей кливлендской альтернативной сцены.
В 2002 году (после выхода альбома St Arkansas) Pere Ubu провели The Mighty Road Tour. В то же время образовался «второй состав» The Pere Ubu Film Group: он дебютировал в лондонском Ройал Фестивал Холле, в октябре 2002 года, исполнив свой фоновый саундтрек к фильму «It Came From Outer Space» по Рэю Брэдбери. В ноябре 2004 года группа провела короткое (6 концертов), но успешное турне по Великобритании, а в Бруклине представила публике ещё один саундтрек — к фильму «X, the Man With X-Ray Eyes» Роджера Кормана.
В записи альбома Why I Hate Women (2006) приняли участие гитарист Кейт Молин и Роберт Уилер (терменвокс).

## Дискография

### Альбомы
- The Modern Dance (Blank / Mercury, 1978)
- Datapanik in the Year Zero EP (Radar, 1978)
- Dub Housing (Chrysalis, 1978)
- New Picnic Time (Chrysalis, 1979)
- The Art of Walking (Rough Trade, 1980)
- 390 Degrees of Simulated Stereo (Rough Trade, 1981)
- Song of the Bailing Man (1982)
- Terminal Tower: An Archival Collection (1985)
- The Tenement Year (1988)
- Cloudland (1989)
- One Man Drives While the Other Man Screams (концертный, 1989)
- Worlds in Collision (1991)
- Story of My Life (1993)
- Ray Gun Suitcase (1995)
- Folly of Youth EP (1996)
- B Each B Oys See Dee Plus EP (1996)
- Datapanik in Year Zero (бокс-сет, 1996)
- Pennsylvania (1998)
- Apocalypse Now (концертный сборник, 1999)
- The Shape of Things (концертный сборник, 2000)
- St. Arkansas (2002)
- Why I Hate Women (2006)
- «Long live Pere Ubu!» (2009)
- Lady from Shanghai (2013)
- Carnival of Souls (2014)
- 20 Years in a Montana Missile Silo (2017)